# 33.º governo da Monarquia Constitucional
O 33.º governo da Monarquia Constitucional, ou 12.º governo da Regeneração, nomeado a 29 de outubro de 1870 e exonerado a 13 de setembro de 1871, foi presidido pelo marquês de Ávila.
A sua constituição era a seguinte:
| Cargo                                                                                 | Detentor | Detentor                                         | Período                                        |
| ------------------------------------------------------------------------------------- | -------- | ------------------------------------------------ | ---------------------------------------------- |
| Presidente do Conselho de Ministros                                                   |          | Marquês de Ávila (1807–1881)                     | 29 de outubro de 1870 a 13 de setembro de 1871 |
| Ministro e Secretário de Estado dos Negócios do Reino                                 |          | António Alves Martins (1807–1881)                | 29 de outubro de 1870 a 30 de janeiro de 1871  |
| Ministro e Secretário de Estado dos Negócios do Reino                                 |          | Marquês de Ávila (interino) (1807–1881)          | 30 de janeiro de 1871 a 1 de março de 1871     |
| Ministro e Secretário de Estado dos Negócios do Reino                                 |          | Marquês de Ávila (1807–1881)                     | 1 de março de 1871 a 13 de setembro de 1871    |
| Ministro e Secretário de Estado dos Negócios Eclesiásticos e de Justiça               |          | Augusto Saraiva de Carvalho (1839–1882)          | 29 de outubro de 1870 a 30 de janeiro de 1871  |
| Ministro e Secretário de Estado dos Negócios Eclesiásticos e de Justiça               |          | José de Melo Gouveia (interino) (1815–1893)      | 30 de janeiro de 1871 a 1 de março de 1871     |
| Ministro e Secretário de Estado dos Negócios Eclesiásticos e de Justiça               |          | José Marcelino de Sá Vargas (1802–1876)          | 1 de março de 1871 a 13 de setembro de 1871    |
| Ministro e Secretário de Estado dos Negócios da Fazenda                               |          | Carlos Bento da Silva (1812–1891)                | 29 de outubro de 1870 a 13 de setembro de 1871 |
| Ministro e Secretário de Estado dos Negócios da Guerra                                |          | José Maria de Morais Rego (interino) (1810–1883) | 29 de outubro de 1870 a 13 de setembro de 1871 |
| Ministro e Secretário de Estado dos Negócios da Marinha e Ultramar                    |          | José de Melo Gouveia (1815–1893)                 | 29 de outubro de 1870 a 13 de setembro de 1871 |
| Ministro e Secretário de Estado dos Negócios Estrangeiros                             |          | Marquês de Ávila (1807–1881)                     | 29 de outubro de 1870 a 9 de janeiro de 1871   |
| Ministro e Secretário de Estado dos Negócios Estrangeiros                             |          | Marquês de Ávila (interino) (1807–1881)          | 9 de janeiro de 1871 a 13 de setembro de 1871  |
| Ministro e Secretário de Estado dos Negócios das Obras Públicas, Comércio e Indústria |          | Marquês de Ávila (1807–1881)                     | 29 de outubro de 1870 a 1 de março de 1871     |
| Ministro e Secretário de Estado dos Negócios das Obras Públicas, Comércio e Indústria |          | Visconde de Chanceleiros (1833–1905)             | 1 de março de 1871 a 12 de julho de 1871       |
| Ministro e Secretário de Estado dos Negócios das Obras Públicas, Comércio e Indústria |          | Carlos Bento da Silva (interino) (1812–1891)     | 12 de julho de 1871 a 13 de setembro de 1871   |
| Ministro e Secretário de Estado dos Negócios da Instrução Pública                     |          | António Alves Martins (1808–1882)                | 29 de outubro de 1870 a 31 de dezembro de 1870 |